# السينوماني
السنماني أو السينوماني (باللاتينية: Cenomanian)، وهي أول مرحلة من فترة الطباشيري المتأخر، حيث تمتد من (100.5) إلى (93.9) مليون سنة مضت.
| العصر       | الفترة      | المرحلة     | أهم الأحداث | البداية (م.س.مضت) |
| ----------- | ----------- | ----------- | --- | ----------------- |
| الباليوجيني | الباليوسيني | الداني      | أحدث | أحدث              |
| الطباشيري   | المتأخر     | الماسترخي   | - أحداث جيولوجية: تفككن قارة غندوانا العظمى. بداية تكون جبال لاراميد و تكون جبال السيفارية لجبال روكي في أمريكا الشمالية. يؤدي المزيد من تفكك غندوانا إلى نشوء أمريكا الجنوبية، وإفريقيا-العربية، والقارة القطبية الجنوبية، وأوقيانوسيا، ومدغشقر، والهند الكبرى، وجنوب المحيط الأطلسي، والمحيط الهندي والقطب الجنوبي، وجزر المحيط الهندي (وبعض المحيط الأطلسي). بدايةتكون جبال لاراميد وسيفير في جبال روكي. مستويات الأكسجين وثاني أكسيد الكربون في الغلاف الجويٍ مماثلة لما هي عليه اليوم. المناخ دافئ في البداية، لكنه يصبح باردا فيما بعد. - أحداث حيوية : أنتشرت كاسيات البذور (بعد تطور العديد من السمات منذ العصر الكربوني)، إلى جانب بعض أنواع الحشرات الجديدة، في حين تتراجع النباتات البذرية الأخرى (عاريات البذور والسرخسيات البذرية). تبدأ الأسماك العظمية الحديثة بالظهور. تنتشر الأمونيتات، والسهميات، وذوات الصدفتين، وقنافذ البحر، والإسفنجيات والرودست. تطورت أنواع جديدة من الديناصورات على الأرض (مثل التيرانوصوريات،والتيتانوصوريات، والهادروصوريات ، وقرنيات الوجه)، في حين تظهر التماسيح في الماء وربما تسببت في انقراض آخر مقسومات الفقار؛ وتظهر الموزاصوريات وأنواع حديثة من أسماك القرش في البحر. تصل الثورة التي بدأت بالزواحف البحرية وأسماك القرش إلى ذروتها، على الرغم من اختفاء الإكتيوصورات بعد بضعة ملايين من السنين بعد انخفاضها بشكل كبير في حدث بوناريلي. تعايشت الطيور المسننة والغير مسننة مع التيروصورات. تظهر الثدييات الحديثة وحيدات المسلك، والوحشيات البعدية (بما في ذلك الجرابيات، التي هاجرت إلى أمريكا الجنوبية) والثدييات الحقيقية (بما في ذلك المشيميات، والليبتيدان، والسيموليستان) في حين تموت آخر كلبيات الأسنان الغير ثديية. أول السرطانات الأرضية. العديد من الحلزونات تصبح أرضية. اختفاء الاكريتاركات. | 72.2 ± 0.2        |
| الطباشيري   | المتأخر     | الكامباني   | - أحداث جيولوجية: تفككن قارة غندوانا العظمى. بداية تكون جبال لاراميد و تكون جبال السيفارية لجبال روكي في أمريكا الشمالية. يؤدي المزيد من تفكك غندوانا إلى نشوء أمريكا الجنوبية، وإفريقيا-العربية، والقارة القطبية الجنوبية، وأوقيانوسيا، ومدغشقر، والهند الكبرى، وجنوب المحيط الأطلسي، والمحيط الهندي والقطب الجنوبي، وجزر المحيط الهندي (وبعض المحيط الأطلسي). بدايةتكون جبال لاراميد وسيفير في جبال روكي. مستويات الأكسجين وثاني أكسيد الكربون في الغلاف الجويٍ مماثلة لما هي عليه اليوم. المناخ دافئ في البداية، لكنه يصبح باردا فيما بعد. - أحداث حيوية : أنتشرت كاسيات البذور (بعد تطور العديد من السمات منذ العصر الكربوني)، إلى جانب بعض أنواع الحشرات الجديدة، في حين تتراجع النباتات البذرية الأخرى (عاريات البذور والسرخسيات البذرية). تبدأ الأسماك العظمية الحديثة بالظهور. تنتشر الأمونيتات، والسهميات، وذوات الصدفتين، وقنافذ البحر، والإسفنجيات والرودست. تطورت أنواع جديدة من الديناصورات على الأرض (مثل التيرانوصوريات،والتيتانوصوريات، والهادروصوريات ، وقرنيات الوجه)، في حين تظهر التماسيح في الماء وربما تسببت في انقراض آخر مقسومات الفقار؛ وتظهر الموزاصوريات وأنواع حديثة من أسماك القرش في البحر. تصل الثورة التي بدأت بالزواحف البحرية وأسماك القرش إلى ذروتها، على الرغم من اختفاء الإكتيوصورات بعد بضعة ملايين من السنين بعد انخفاضها بشكل كبير في حدث بوناريلي. تعايشت الطيور المسننة والغير مسننة مع التيروصورات. تظهر الثدييات الحديثة وحيدات المسلك، والوحشيات البعدية (بما في ذلك الجرابيات، التي هاجرت إلى أمريكا الجنوبية) والثدييات الحقيقية (بما في ذلك المشيميات، والليبتيدان، والسيموليستان) في حين تموت آخر كلبيات الأسنان الغير ثديية. أول السرطانات الأرضية. العديد من الحلزونات تصبح أرضية. اختفاء الاكريتاركات. | 83.6 ± 0.2        |
| الطباشيري   | المتأخر     | السانتوني   | - أحداث جيولوجية: تفككن قارة غندوانا العظمى. بداية تكون جبال لاراميد و تكون جبال السيفارية لجبال روكي في أمريكا الشمالية. يؤدي المزيد من تفكك غندوانا إلى نشوء أمريكا الجنوبية، وإفريقيا-العربية، والقارة القطبية الجنوبية، وأوقيانوسيا، ومدغشقر، والهند الكبرى، وجنوب المحيط الأطلسي، والمحيط الهندي والقطب الجنوبي، وجزر المحيط الهندي (وبعض المحيط الأطلسي). بدايةتكون جبال لاراميد وسيفير في جبال روكي. مستويات الأكسجين وثاني أكسيد الكربون في الغلاف الجويٍ مماثلة لما هي عليه اليوم. المناخ دافئ في البداية، لكنه يصبح باردا فيما بعد. - أحداث حيوية : أنتشرت كاسيات البذور (بعد تطور العديد من السمات منذ العصر الكربوني)، إلى جانب بعض أنواع الحشرات الجديدة، في حين تتراجع النباتات البذرية الأخرى (عاريات البذور والسرخسيات البذرية). تبدأ الأسماك العظمية الحديثة بالظهور. تنتشر الأمونيتات، والسهميات، وذوات الصدفتين، وقنافذ البحر، والإسفنجيات والرودست. تطورت أنواع جديدة من الديناصورات على الأرض (مثل التيرانوصوريات،والتيتانوصوريات، والهادروصوريات ، وقرنيات الوجه)، في حين تظهر التماسيح في الماء وربما تسببت في انقراض آخر مقسومات الفقار؛ وتظهر الموزاصوريات وأنواع حديثة من أسماك القرش في البحر. تصل الثورة التي بدأت بالزواحف البحرية وأسماك القرش إلى ذروتها، على الرغم من اختفاء الإكتيوصورات بعد بضعة ملايين من السنين بعد انخفاضها بشكل كبير في حدث بوناريلي. تعايشت الطيور المسننة والغير مسننة مع التيروصورات. تظهر الثدييات الحديثة وحيدات المسلك، والوحشيات البعدية (بما في ذلك الجرابيات، التي هاجرت إلى أمريكا الجنوبية) والثدييات الحقيقية (بما في ذلك المشيميات، والليبتيدان، والسيموليستان) في حين تموت آخر كلبيات الأسنان الغير ثديية. أول السرطانات الأرضية. العديد من الحلزونات تصبح أرضية. اختفاء الاكريتاركات. | 85.7 ± 0.2        |
| الطباشيري   | المتأخر     | الكونياكي   | - أحداث جيولوجية: تفككن قارة غندوانا العظمى. بداية تكون جبال لاراميد و تكون جبال السيفارية لجبال روكي في أمريكا الشمالية. يؤدي المزيد من تفكك غندوانا إلى نشوء أمريكا الجنوبية، وإفريقيا-العربية، والقارة القطبية الجنوبية، وأوقيانوسيا، ومدغشقر، والهند الكبرى، وجنوب المحيط الأطلسي، والمحيط الهندي والقطب الجنوبي، وجزر المحيط الهندي (وبعض المحيط الأطلسي). بدايةتكون جبال لاراميد وسيفير في جبال روكي. مستويات الأكسجين وثاني أكسيد الكربون في الغلاف الجويٍ مماثلة لما هي عليه اليوم. المناخ دافئ في البداية، لكنه يصبح باردا فيما بعد. - أحداث حيوية : أنتشرت كاسيات البذور (بعد تطور العديد من السمات منذ العصر الكربوني)، إلى جانب بعض أنواع الحشرات الجديدة، في حين تتراجع النباتات البذرية الأخرى (عاريات البذور والسرخسيات البذرية). تبدأ الأسماك العظمية الحديثة بالظهور. تنتشر الأمونيتات، والسهميات، وذوات الصدفتين، وقنافذ البحر، والإسفنجيات والرودست. تطورت أنواع جديدة من الديناصورات على الأرض (مثل التيرانوصوريات،والتيتانوصوريات، والهادروصوريات ، وقرنيات الوجه)، في حين تظهر التماسيح في الماء وربما تسببت في انقراض آخر مقسومات الفقار؛ وتظهر الموزاصوريات وأنواع حديثة من أسماك القرش في البحر. تصل الثورة التي بدأت بالزواحف البحرية وأسماك القرش إلى ذروتها، على الرغم من اختفاء الإكتيوصورات بعد بضعة ملايين من السنين بعد انخفاضها بشكل كبير في حدث بوناريلي. تعايشت الطيور المسننة والغير مسننة مع التيروصورات. تظهر الثدييات الحديثة وحيدات المسلك، والوحشيات البعدية (بما في ذلك الجرابيات، التي هاجرت إلى أمريكا الجنوبية) والثدييات الحقيقية (بما في ذلك المشيميات، والليبتيدان، والسيموليستان) في حين تموت آخر كلبيات الأسنان الغير ثديية. أول السرطانات الأرضية. العديد من الحلزونات تصبح أرضية. اختفاء الاكريتاركات. | 89.8 ± 0.3        |
| الطباشيري   | المتأخر     | التوروني    | - أحداث جيولوجية: تفككن قارة غندوانا العظمى. بداية تكون جبال لاراميد و تكون جبال السيفارية لجبال روكي في أمريكا الشمالية. يؤدي المزيد من تفكك غندوانا إلى نشوء أمريكا الجنوبية، وإفريقيا-العربية، والقارة القطبية الجنوبية، وأوقيانوسيا، ومدغشقر، والهند الكبرى، وجنوب المحيط الأطلسي، والمحيط الهندي والقطب الجنوبي، وجزر المحيط الهندي (وبعض المحيط الأطلسي). بدايةتكون جبال لاراميد وسيفير في جبال روكي. مستويات الأكسجين وثاني أكسيد الكربون في الغلاف الجويٍ مماثلة لما هي عليه اليوم. المناخ دافئ في البداية، لكنه يصبح باردا فيما بعد. - أحداث حيوية : أنتشرت كاسيات البذور (بعد تطور العديد من السمات منذ العصر الكربوني)، إلى جانب بعض أنواع الحشرات الجديدة، في حين تتراجع النباتات البذرية الأخرى (عاريات البذور والسرخسيات البذرية). تبدأ الأسماك العظمية الحديثة بالظهور. تنتشر الأمونيتات، والسهميات، وذوات الصدفتين، وقنافذ البحر، والإسفنجيات والرودست. تطورت أنواع جديدة من الديناصورات على الأرض (مثل التيرانوصوريات،والتيتانوصوريات، والهادروصوريات ، وقرنيات الوجه)، في حين تظهر التماسيح في الماء وربما تسببت في انقراض آخر مقسومات الفقار؛ وتظهر الموزاصوريات وأنواع حديثة من أسماك القرش في البحر. تصل الثورة التي بدأت بالزواحف البحرية وأسماك القرش إلى ذروتها، على الرغم من اختفاء الإكتيوصورات بعد بضعة ملايين من السنين بعد انخفاضها بشكل كبير في حدث بوناريلي. تعايشت الطيور المسننة والغير مسننة مع التيروصورات. تظهر الثدييات الحديثة وحيدات المسلك، والوحشيات البعدية (بما في ذلك الجرابيات، التي هاجرت إلى أمريكا الجنوبية) والثدييات الحقيقية (بما في ذلك المشيميات، والليبتيدان، والسيموليستان) في حين تموت آخر كلبيات الأسنان الغير ثديية. أول السرطانات الأرضية. العديد من الحلزونات تصبح أرضية. اختفاء الاكريتاركات. | 93.9 ± 0.2        |
| الطباشيري   | المتأخر     | السينوماني  | - أحداث جيولوجية: تفككن قارة غندوانا العظمى. بداية تكون جبال لاراميد و تكون جبال السيفارية لجبال روكي في أمريكا الشمالية. يؤدي المزيد من تفكك غندوانا إلى نشوء أمريكا الجنوبية، وإفريقيا-العربية، والقارة القطبية الجنوبية، وأوقيانوسيا، ومدغشقر، والهند الكبرى، وجنوب المحيط الأطلسي، والمحيط الهندي والقطب الجنوبي، وجزر المحيط الهندي (وبعض المحيط الأطلسي). بدايةتكون جبال لاراميد وسيفير في جبال روكي. مستويات الأكسجين وثاني أكسيد الكربون في الغلاف الجويٍ مماثلة لما هي عليه اليوم. المناخ دافئ في البداية، لكنه يصبح باردا فيما بعد. - أحداث حيوية : أنتشرت كاسيات البذور (بعد تطور العديد من السمات منذ العصر الكربوني)، إلى جانب بعض أنواع الحشرات الجديدة، في حين تتراجع النباتات البذرية الأخرى (عاريات البذور والسرخسيات البذرية). تبدأ الأسماك العظمية الحديثة بالظهور. تنتشر الأمونيتات، والسهميات، وذوات الصدفتين، وقنافذ البحر، والإسفنجيات والرودست. تطورت أنواع جديدة من الديناصورات على الأرض (مثل التيرانوصوريات،والتيتانوصوريات، والهادروصوريات ، وقرنيات الوجه)، في حين تظهر التماسيح في الماء وربما تسببت في انقراض آخر مقسومات الفقار؛ وتظهر الموزاصوريات وأنواع حديثة من أسماك القرش في البحر. تصل الثورة التي بدأت بالزواحف البحرية وأسماك القرش إلى ذروتها، على الرغم من اختفاء الإكتيوصورات بعد بضعة ملايين من السنين بعد انخفاضها بشكل كبير في حدث بوناريلي. تعايشت الطيور المسننة والغير مسننة مع التيروصورات. تظهر الثدييات الحديثة وحيدات المسلك، والوحشيات البعدية (بما في ذلك الجرابيات، التي هاجرت إلى أمريكا الجنوبية) والثدييات الحقيقية (بما في ذلك المشيميات، والليبتيدان، والسيموليستان) في حين تموت آخر كلبيات الأسنان الغير ثديية. أول السرطانات الأرضية. العديد من الحلزونات تصبح أرضية. اختفاء الاكريتاركات. | 100.5 ± 0.1       |
| الطباشيري   | المبكر      | الألبي      | - أحداث جيولوجية: تفككن قارة غندوانا العظمى. بداية تكون جبال لاراميد و تكون جبال السيفارية لجبال روكي في أمريكا الشمالية. يؤدي المزيد من تفكك غندوانا إلى نشوء أمريكا الجنوبية، وإفريقيا-العربية، والقارة القطبية الجنوبية، وأوقيانوسيا، ومدغشقر، والهند الكبرى، وجنوب المحيط الأطلسي، والمحيط الهندي والقطب الجنوبي، وجزر المحيط الهندي (وبعض المحيط الأطلسي). بدايةتكون جبال لاراميد وسيفير في جبال روكي. مستويات الأكسجين وثاني أكسيد الكربون في الغلاف الجويٍ مماثلة لما هي عليه اليوم. المناخ دافئ في البداية، لكنه يصبح باردا فيما بعد. - أحداث حيوية : أنتشرت كاسيات البذور (بعد تطور العديد من السمات منذ العصر الكربوني)، إلى جانب بعض أنواع الحشرات الجديدة، في حين تتراجع النباتات البذرية الأخرى (عاريات البذور والسرخسيات البذرية). تبدأ الأسماك العظمية الحديثة بالظهور. تنتشر الأمونيتات، والسهميات، وذوات الصدفتين، وقنافذ البحر، والإسفنجيات والرودست. تطورت أنواع جديدة من الديناصورات على الأرض (مثل التيرانوصوريات،والتيتانوصوريات، والهادروصوريات ، وقرنيات الوجه)، في حين تظهر التماسيح في الماء وربما تسببت في انقراض آخر مقسومات الفقار؛ وتظهر الموزاصوريات وأنواع حديثة من أسماك القرش في البحر. تصل الثورة التي بدأت بالزواحف البحرية وأسماك القرش إلى ذروتها، على الرغم من اختفاء الإكتيوصورات بعد بضعة ملايين من السنين بعد انخفاضها بشكل كبير في حدث بوناريلي. تعايشت الطيور المسننة والغير مسننة مع التيروصورات. تظهر الثدييات الحديثة وحيدات المسلك، والوحشيات البعدية (بما في ذلك الجرابيات، التي هاجرت إلى أمريكا الجنوبية) والثدييات الحقيقية (بما في ذلك المشيميات، والليبتيدان، والسيموليستان) في حين تموت آخر كلبيات الأسنان الغير ثديية. أول السرطانات الأرضية. العديد من الحلزونات تصبح أرضية. اختفاء الاكريتاركات. | 113.2 ± 0.3       |
| الطباشيري   | المبكر      | الأبتي      | - أحداث جيولوجية: تفككن قارة غندوانا العظمى. بداية تكون جبال لاراميد و تكون جبال السيفارية لجبال روكي في أمريكا الشمالية. يؤدي المزيد من تفكك غندوانا إلى نشوء أمريكا الجنوبية، وإفريقيا-العربية، والقارة القطبية الجنوبية، وأوقيانوسيا، ومدغشقر، والهند الكبرى، وجنوب المحيط الأطلسي، والمحيط الهندي والقطب الجنوبي، وجزر المحيط الهندي (وبعض المحيط الأطلسي). بدايةتكون جبال لاراميد وسيفير في جبال روكي. مستويات الأكسجين وثاني أكسيد الكربون في الغلاف الجويٍ مماثلة لما هي عليه اليوم. المناخ دافئ في البداية، لكنه يصبح باردا فيما بعد. - أحداث حيوية : أنتشرت كاسيات البذور (بعد تطور العديد من السمات منذ العصر الكربوني)، إلى جانب بعض أنواع الحشرات الجديدة، في حين تتراجع النباتات البذرية الأخرى (عاريات البذور والسرخسيات البذرية). تبدأ الأسماك العظمية الحديثة بالظهور. تنتشر الأمونيتات، والسهميات، وذوات الصدفتين، وقنافذ البحر، والإسفنجيات والرودست. تطورت أنواع جديدة من الديناصورات على الأرض (مثل التيرانوصوريات،والتيتانوصوريات، والهادروصوريات ، وقرنيات الوجه)، في حين تظهر التماسيح في الماء وربما تسببت في انقراض آخر مقسومات الفقار؛ وتظهر الموزاصوريات وأنواع حديثة من أسماك القرش في البحر. تصل الثورة التي بدأت بالزواحف البحرية وأسماك القرش إلى ذروتها، على الرغم من اختفاء الإكتيوصورات بعد بضعة ملايين من السنين بعد انخفاضها بشكل كبير في حدث بوناريلي. تعايشت الطيور المسننة والغير مسننة مع التيروصورات. تظهر الثدييات الحديثة وحيدات المسلك، والوحشيات البعدية (بما في ذلك الجرابيات، التي هاجرت إلى أمريكا الجنوبية) والثدييات الحقيقية (بما في ذلك المشيميات، والليبتيدان، والسيموليستان) في حين تموت آخر كلبيات الأسنان الغير ثديية. أول السرطانات الأرضية. العديد من الحلزونات تصبح أرضية. اختفاء الاكريتاركات. | 121.4 ± 0.6       |
| الطباشيري   | المبكر      | الباريمي    | - أحداث جيولوجية: تفككن قارة غندوانا العظمى. بداية تكون جبال لاراميد و تكون جبال السيفارية لجبال روكي في أمريكا الشمالية. يؤدي المزيد من تفكك غندوانا إلى نشوء أمريكا الجنوبية، وإفريقيا-العربية، والقارة القطبية الجنوبية، وأوقيانوسيا، ومدغشقر، والهند الكبرى، وجنوب المحيط الأطلسي، والمحيط الهندي والقطب الجنوبي، وجزر المحيط الهندي (وبعض المحيط الأطلسي). بدايةتكون جبال لاراميد وسيفير في جبال روكي. مستويات الأكسجين وثاني أكسيد الكربون في الغلاف الجويٍ مماثلة لما هي عليه اليوم. المناخ دافئ في البداية، لكنه يصبح باردا فيما بعد. - أحداث حيوية : أنتشرت كاسيات البذور (بعد تطور العديد من السمات منذ العصر الكربوني)، إلى جانب بعض أنواع الحشرات الجديدة، في حين تتراجع النباتات البذرية الأخرى (عاريات البذور والسرخسيات البذرية). تبدأ الأسماك العظمية الحديثة بالظهور. تنتشر الأمونيتات، والسهميات، وذوات الصدفتين، وقنافذ البحر، والإسفنجيات والرودست. تطورت أنواع جديدة من الديناصورات على الأرض (مثل التيرانوصوريات،والتيتانوصوريات، والهادروصوريات ، وقرنيات الوجه)، في حين تظهر التماسيح في الماء وربما تسببت في انقراض آخر مقسومات الفقار؛ وتظهر الموزاصوريات وأنواع حديثة من أسماك القرش في البحر. تصل الثورة التي بدأت بالزواحف البحرية وأسماك القرش إلى ذروتها، على الرغم من اختفاء الإكتيوصورات بعد بضعة ملايين من السنين بعد انخفاضها بشكل كبير في حدث بوناريلي. تعايشت الطيور المسننة والغير مسننة مع التيروصورات. تظهر الثدييات الحديثة وحيدات المسلك، والوحشيات البعدية (بما في ذلك الجرابيات، التي هاجرت إلى أمريكا الجنوبية) والثدييات الحقيقية (بما في ذلك المشيميات، والليبتيدان، والسيموليستان) في حين تموت آخر كلبيات الأسنان الغير ثديية. أول السرطانات الأرضية. العديد من الحلزونات تصبح أرضية. اختفاء الاكريتاركات. | 125.77            |
| الطباشيري   | المبكر      | الهاتريفي   | - أحداث جيولوجية: تفككن قارة غندوانا العظمى. بداية تكون جبال لاراميد و تكون جبال السيفارية لجبال روكي في أمريكا الشمالية. يؤدي المزيد من تفكك غندوانا إلى نشوء أمريكا الجنوبية، وإفريقيا-العربية، والقارة القطبية الجنوبية، وأوقيانوسيا، ومدغشقر، والهند الكبرى، وجنوب المحيط الأطلسي، والمحيط الهندي والقطب الجنوبي، وجزر المحيط الهندي (وبعض المحيط الأطلسي). بدايةتكون جبال لاراميد وسيفير في جبال روكي. مستويات الأكسجين وثاني أكسيد الكربون في الغلاف الجويٍ مماثلة لما هي عليه اليوم. المناخ دافئ في البداية، لكنه يصبح باردا فيما بعد. - أحداث حيوية : أنتشرت كاسيات البذور (بعد تطور العديد من السمات منذ العصر الكربوني)، إلى جانب بعض أنواع الحشرات الجديدة، في حين تتراجع النباتات البذرية الأخرى (عاريات البذور والسرخسيات البذرية). تبدأ الأسماك العظمية الحديثة بالظهور. تنتشر الأمونيتات، والسهميات، وذوات الصدفتين، وقنافذ البحر، والإسفنجيات والرودست. تطورت أنواع جديدة من الديناصورات على الأرض (مثل التيرانوصوريات،والتيتانوصوريات، والهادروصوريات ، وقرنيات الوجه)، في حين تظهر التماسيح في الماء وربما تسببت في انقراض آخر مقسومات الفقار؛ وتظهر الموزاصوريات وأنواع حديثة من أسماك القرش في البحر. تصل الثورة التي بدأت بالزواحف البحرية وأسماك القرش إلى ذروتها، على الرغم من اختفاء الإكتيوصورات بعد بضعة ملايين من السنين بعد انخفاضها بشكل كبير في حدث بوناريلي. تعايشت الطيور المسننة والغير مسننة مع التيروصورات. تظهر الثدييات الحديثة وحيدات المسلك، والوحشيات البعدية (بما في ذلك الجرابيات، التي هاجرت إلى أمريكا الجنوبية) والثدييات الحقيقية (بما في ذلك المشيميات، والليبتيدان، والسيموليستان) في حين تموت آخر كلبيات الأسنان الغير ثديية. أول السرطانات الأرضية. العديد من الحلزونات تصبح أرضية. اختفاء الاكريتاركات. | 132.6 ± 0.6       |
| الطباشيري   | المبكر      | الفالانجيني | - أحداث جيولوجية: تفككن قارة غندوانا العظمى. بداية تكون جبال لاراميد و تكون جبال السيفارية لجبال روكي في أمريكا الشمالية. يؤدي المزيد من تفكك غندوانا إلى نشوء أمريكا الجنوبية، وإفريقيا-العربية، والقارة القطبية الجنوبية، وأوقيانوسيا، ومدغشقر، والهند الكبرى، وجنوب المحيط الأطلسي، والمحيط الهندي والقطب الجنوبي، وجزر المحيط الهندي (وبعض المحيط الأطلسي). بدايةتكون جبال لاراميد وسيفير في جبال روكي. مستويات الأكسجين وثاني أكسيد الكربون في الغلاف الجويٍ مماثلة لما هي عليه اليوم. المناخ دافئ في البداية، لكنه يصبح باردا فيما بعد. - أحداث حيوية : أنتشرت كاسيات البذور (بعد تطور العديد من السمات منذ العصر الكربوني)، إلى جانب بعض أنواع الحشرات الجديدة، في حين تتراجع النباتات البذرية الأخرى (عاريات البذور والسرخسيات البذرية). تبدأ الأسماك العظمية الحديثة بالظهور. تنتشر الأمونيتات، والسهميات، وذوات الصدفتين، وقنافذ البحر، والإسفنجيات والرودست. تطورت أنواع جديدة من الديناصورات على الأرض (مثل التيرانوصوريات،والتيتانوصوريات، والهادروصوريات ، وقرنيات الوجه)، في حين تظهر التماسيح في الماء وربما تسببت في انقراض آخر مقسومات الفقار؛ وتظهر الموزاصوريات وأنواع حديثة من أسماك القرش في البحر. تصل الثورة التي بدأت بالزواحف البحرية وأسماك القرش إلى ذروتها، على الرغم من اختفاء الإكتيوصورات بعد بضعة ملايين من السنين بعد انخفاضها بشكل كبير في حدث بوناريلي. تعايشت الطيور المسننة والغير مسننة مع التيروصورات. تظهر الثدييات الحديثة وحيدات المسلك، والوحشيات البعدية (بما في ذلك الجرابيات، التي هاجرت إلى أمريكا الجنوبية) والثدييات الحقيقية (بما في ذلك المشيميات، والليبتيدان، والسيموليستان) في حين تموت آخر كلبيات الأسنان الغير ثديية. أول السرطانات الأرضية. العديد من الحلزونات تصبح أرضية. اختفاء الاكريتاركات. | 137.05 ± 0.2      |
| الطباشيري   | المبكر      | البرياسي    | - أحداث جيولوجية: تفككن قارة غندوانا العظمى. بداية تكون جبال لاراميد و تكون جبال السيفارية لجبال روكي في أمريكا الشمالية. يؤدي المزيد من تفكك غندوانا إلى نشوء أمريكا الجنوبية، وإفريقيا-العربية، والقارة القطبية الجنوبية، وأوقيانوسيا، ومدغشقر، والهند الكبرى، وجنوب المحيط الأطلسي، والمحيط الهندي والقطب الجنوبي، وجزر المحيط الهندي (وبعض المحيط الأطلسي). بدايةتكون جبال لاراميد وسيفير في جبال روكي. مستويات الأكسجين وثاني أكسيد الكربون في الغلاف الجويٍ مماثلة لما هي عليه اليوم. المناخ دافئ في البداية، لكنه يصبح باردا فيما بعد. - أحداث حيوية : أنتشرت كاسيات البذور (بعد تطور العديد من السمات منذ العصر الكربوني)، إلى جانب بعض أنواع الحشرات الجديدة، في حين تتراجع النباتات البذرية الأخرى (عاريات البذور والسرخسيات البذرية). تبدأ الأسماك العظمية الحديثة بالظهور. تنتشر الأمونيتات، والسهميات، وذوات الصدفتين، وقنافذ البحر، والإسفنجيات والرودست. تطورت أنواع جديدة من الديناصورات على الأرض (مثل التيرانوصوريات،والتيتانوصوريات، والهادروصوريات ، وقرنيات الوجه)، في حين تظهر التماسيح في الماء وربما تسببت في انقراض آخر مقسومات الفقار؛ وتظهر الموزاصوريات وأنواع حديثة من أسماك القرش في البحر. تصل الثورة التي بدأت بالزواحف البحرية وأسماك القرش إلى ذروتها، على الرغم من اختفاء الإكتيوصورات بعد بضعة ملايين من السنين بعد انخفاضها بشكل كبير في حدث بوناريلي. تعايشت الطيور المسننة والغير مسننة مع التيروصورات. تظهر الثدييات الحديثة وحيدات المسلك، والوحشيات البعدية (بما في ذلك الجرابيات، التي هاجرت إلى أمريكا الجنوبية) والثدييات الحقيقية (بما في ذلك المشيميات، والليبتيدان، والسيموليستان) في حين تموت آخر كلبيات الأسنان الغير ثديية. أول السرطانات الأرضية. العديد من الحلزونات تصبح أرضية. اختفاء الاكريتاركات. | 143.1 ± 0.6       |
| الجوراسي    | المتأخر     | التيثوني    | أقدم | أقدم              |